# Route nationale 777
Die Route nationale 777, kurz N 777 oder RN 777, war eine französische Nationalstraße, die von 1933 bis 1973 in drei Teilstücken von Ernée bis zu
einer Kreuzung mit der Route nationale 775 nordöstlich von Questembert führte.